# Аббасов, Азат Зиннатович
Аза́т Зинна́тович Абба́сов (тат. Азат Зиннәт улы Аббасов; 19 января 1925, Елабуга, Татарская ССР — 11 октября 2006, Казань, Татарстан) — татарский советский оперный певец (лирико-драматический тенор). Народный артист СССР (1977).

## Биография
Родился 19 января 1925 года в Елабуге (Татарстан, Россия).
После окончания Казанского авиационного техникума в 1943 году стал работать конструктором на Казанском вертолётном заводе. Друг семьи, композитор С. Сайдашев, услышав его голос, посоветовал ему учиться певческому искусству. В 1944 году поступил в национальную оперную студию при Московской консерватории им. П. Чайковского. После её окончания по классу пения у С. Н. Стрельцова в 1950 году вернулся в Казань.
В 1950—1990 годах — солист Татарского театра оперы и балета им. М. Джалиля в Казани. Как один из ведущих солистов оперы, исполнил более ста партий в спектаклях театра. Создал целую галерею самобытных образов героев в шедеврах русской и мировой оперной классики. Особое место в творчестве певца занимало исполнение ведущих партий в операх и опереттах отечественных композиторов XX века. Для певца были характерны высокая вокальная культура, предельно чёткая дикция.
Пел в концертах. А его репертуаре произведения С. Сайдашева, романсы Р. Яхина, песни М. Музаффарова, Д. Файзи, А. Ключарёва и др.
Был заместителем председателя правления Татарского отделения Всероссийского театрального общества (ВТО), членом правления ВТО.
Азат Аббасов умер 11 октября 2006 года в Казани. Похоронен на татарском кладбище в Ново-Татарской слободе Казани. Его именем названа одна из улиц Казани. 

### Семья
- Был женат, имел дочь.

## Награды и звания
- Заслуженный артист Татарской АССР (1956)
- Заслуженный артист РСФСР (1957)[2]
- Народный артист РСФСР (1966)[3]
- Народный артист СССР (1977)
- Государственная премия Татарской АССР им. Г. Тукая (1971)
- Почётный гражданин Казани (2005).

## Партии в операх и опереттах
- Княжич — «Чародейка» П. И. Чайковского
- Синодал — «Демон» А. Г. Рубинштейна
- Самозванец, Шуйский — «Борис Годунов» М. П. Мусоргского
- Владимир Игоревич — «Князь Игорь» А. П. Бородина
- Альфред — «Травиата» Дж. Верди
- Арлекин — «Паяцы» Р. Леонкавалло
- Рудольф — «Богема» Дж. Пуччини
- Фауст — «Фауст» Ш. Гуно
- Герцог — «Риголетто» Дж. Верди
- Ричард — «Бал-маскарад» Дж. Верди
- Пинкертон — «Мадам Баттерфляй» Дж. Пуччини
- Энцо — «Джоконда» А. Понкьелли
- Каварадосси — «Тоска» Дж. Пуччини
- Король — «Умница» К. Орфа
- Сергей — «Катерина Измайлова» Д. Д. Шостаковича
- Надир — «Искатели жемчуга» Ж. Бизе
- Алексей — «Оптимистическая трагедия» А. Н. Холминова
- Князь — «Русалка» А. С. Даргомыжского
- Андрей — «Семье Тараса» Д. Б. Кабалевского
- Джик — «Алтынчеч» Н. Г. Жиганова
- Джалиль — «Джалиль» Н. Г. Жиганова
- Тюляк — «Тюляк и Су-Слу» Н. Г. Жиганова
- Самат — «Самат» Х. В. Валиуллина
- Булат — «Наёмщик» Т. К. Гиззата и С. З. Сайдашева
- Булат — «Голубая шаль» К. Г. Тинчурина и С. З. Сайдашева
- Галимджан, Карим бай — «Башмачки» Т. К. Гиззата и Д. Х. Файзи
- Алмаз — «Мелодия тальянки» Э. З. Бакирова и Ш. М. Бикчурина
- Аверин — «Севастопольский вальс» К. Я. Листова, Е. М. Гальпериной, Ю. Л. Анненкова